# Partit per la Llibertat (Països Baixos)
Partit de la Llibertat (neerlandès Partij voor de Vrijheid, PVV) és un partit polític neerlandès de dreta fundat el 2006 i dirigit per Geert Wilders.

## Ideologia
El partit ha estat descrit com a populista i d'extrema dreta, pel tarannà de les signatures de suport que ha rebut, com el Front Nacional i Vlaams Belang. El 2007 el sindicalista democristià Doekle Terpstra va fer una campanya contra el seu cap Wilders, des del diari Trouw, acusant-lo de discriminar els treballadors musulmans.

## Història
El 2004, Geert Wilders va deixar el Partit Popular per la Llibertat i la Democràcia (VVD) pel seu desacord amb l'adhesió de Turquia a la Unió Europea, i es constituí en diputat en solitari. El 2005 va fer campanya contra la Constitució Europea, que als Països Baixos fou rebutjada per un 62% dels vots. Se li va unir el gener de 2006 Bart Jan Spruyt, director de la conservadora Fundació Edmund Burke, per a proporcionar-li un ideari ultraconservador, però l'estiu el deixà, incapaç d'atraure Joost Eerdmans i Marco Pastors, amb un programa on es barreja liberalisme econòmic i conservadorisme en cultura i immigració, contrari a l'ampliació de la UE a Turquia i oposat a la doble nacionalitat, que hauria impedit ser ministres als diputats socialistes Ahmed Aboutaleb i Nebahat Albayrak i contra els que va presentar una moció de confiança.
A les eleccions legislatives neerlandeses de 2006 va obtenir el 5,9% (579.490 vots) i 9 escons, però no va presentar candidats a les provincials de 2007. A les eleccions legislatives del 2010 el partit va fer un gran avanç, obtenint el 15,5% (1.435.349 vots) i 24 escons, i esdevenint el tercer partit neerlandès en el Parlament, donant suport al govern de coalició del Partit Popular per la Llibertat i la Democràcia (VVD) i la Crida Demòcrata Cristiana (CDA) encapçalat per Mark Rutte, però va fer caure el govern en no arribar a un acord per implementar noves mesures per reduir al dèficit fiscal. A les eleccions generals de 2017 amb Wilders al seu capdavant, tots els grans partits van descartar formar coalicions amb el PVV, i el van deixar fora de qualsevol possibilitat de formar part del següent govern i encara menys d'encapçalar-lo. El PVV va acabar aconseguint el segon lloc després de guanyar 20 places, 5 més que el 2012, que van suposar un fort retrocés.
En el que es va descriure com "un dels majors trastorns polítics de la política holandesa des de la Segona Guerra Mundial", el partit va guanyar 37 de 150 escons a la Cambra de Representants a les eleccions legislatives neerlandeses de 2023. Després de mesos de negociacions, el PVV va acordar les bases del seu primer govern de coalició de quatre partits de dretes als Països Baixos, encapçalat per Dick Schoof amb el partits Partit Popular per la Llibertat i la Democràcia (VVD), Nou Contracte Social (NSC) i el Moviment Ciutadans-Pagesos (BBB).

## Resultats electorals

### Cambra de Representants
| Any  | Lider         | Vots      | %          | Escons   | +/– | Govern        |
| ---- | ------------- | --------- | ---------- | -------- | --- | ------------- |
| 2006 | Geert Wilders | 579,490   | 5.89 (#5)  | 9 / 150  | Nou | Oposició      |
| 2010 | Geert Wilders | 1,454,493 | 15.45 (#3) | 24 / 150 | 15  | Suport extern |
| 2012 | Geert Wilders | 950,263   | 10.08 (#3) | 15 / 150 | 9   | Oposició      |
| 2017 | Geert Wilders | 1,372,941 | 13.06 (#2) | 20 / 150 | 5   | Oposició      |
| 2021 | Geert Wilders | 1,125,022 | 10.81 (#3) | 17 / 150 | 3   | Oposició      |
| 2023 | Geert Wilders | 2,442,318 | 23.7% (#1) | 37 / 150 | 20  | Coalició      |

### Senat
| Any  | Vots | %          | Escons  | +/– | Govern        |
| ---- | ---- | ---------- | ------- | --- | ------------- |
| 2011 | 72   | 12.74 (#4) | 10 / 75 | Nou | Suport extern |
| 2015 | 66   | 11.58 (#4) | 9 / 75  | 1   | Oposició      |
| 2019 | 38   | 6.46 (#7)  | 5 / 75  | 4   | Oposició      |
| 2023 | 34   | 5.52 (#7)  | 4 / 75  | 1   | Oposició      |

### Parlament Europeu
| Any  | Any          | Vots      | %          | Escons | +/– | Notes  |
| ---- | ------------ | --------- | ---------- | ------ | --- | ------ |
| 2009 | Pre-Tractat  | 772,746   | 16.97 (#2) | 4 / 25 | Nou | [ 9 ]  |
| 2009 | Post-Tractat | 772,746   | 16.97 (#2) | 5 / 26 | 1   | [ 10 ] |
| 2014 | 2014         | 633,114   | 13.32 (#3) | 4 / 26 | 1   | [ 11 ] |
| 2019 | Pre-Brexit   | 194,178   | 3.53 (#10) | 0 / 26 | 4   | [ 12 ] |
| 2019 | Post-Brexit  | 194,178   | 3.53 (#10) | 1 / 29 | 1   | [ 13 ] |
| 2024 | 2024         | 1,056,316 | 16.97 (#2) | 6 / 31 | 5   |        |